# Monumenta Historica Societatis Iesu
I Monumenta Historica Societatis Iesu [MHSI] rappresentano una collana di importanti volumi, dei quali è stata fatta una versione critica dei documenti circa l'origine e i primi anni (di vita) della Compagnia di Gesù, inclusa la vita e gli scritti di S. Ignazio di Loyola. Fino al 2005 il numero dei volumi pubblicati si aggirava intorno a 157. Il lavoro continua ed è anche ampliato da studi approfonditi e specifici pubblicati nei 54 volumi della Biblioteca istituti historici Societatis Iesu.

## Origini
Suggerito dalla XXIV Congregazione Generale del 1892 che raccomandò al Preposito generale che era necessario scrivere di nuovo la storia della Compagnia di Gesù, il neoeletto Luis Martín diede inizio ad un grande progetto che per la prima volta avrebbe portato alla pubblicazione critica dei documenti circa le origini della Compagnia disponibili negli archivi dell'Ordine. Fu nominato un team di esperti e il primo volume dell'MHSI, fu pubblicato a Madrid nel 1894. Appena l’Istituto Storico della Compagnia di Gesù si stabilì definitivamente a Roma nel 1930, l'intero lavoro si trasferì lì. 
Tale lavoro fu altresì incentivato dal rinnovamento dei metodi della ricerca storica che caratterizzò la fine diciannovesimo secolo.

## Volumi pubblicati

### Scritti di S. Ignazio di Loyola
1. Epistolae et Instructiones (Lettere ed Istruzioni): 12 volumi.
2. Exercitia spiritualia  (Testo degli ‘Esercizi spirituali’): 2 volumi.
3. Constitutiones et Regulae Soc. Iesu (Testo latino e spagnolo; documenti preparatori e serie di regole e direttive): 8 volumi.
4. Fontes narrativi de Sancto Ignacio ( Scritti su Sant'Ignazio ad opera dei suoi contemporanei); 4 volumi.

### Fonti principali provenienti dai contemporanei di S. Ignazio
1. Epistolae mixtae:1537/1556  (Lettere indirizzate a S. Ignazio): 5 volumi.
2. Litterae Quadrimestres:1546/1562 ( Resoconti trimestrali spediti al governo della Compagnia): 7 volumi.
3. Epistolae S. Francesi Xaverii:1535/1552 (Lettere ed altri scritti di S. Francesco Saverio): 2 volumi.
4. Documenti, scritti etc, dai primi compagni di S.Ignazio: Pedro Favre 1 vol, Salmeron 2 vol; Broet, Codure, Le jay, Rodriguez 1 vol; Bobadilla, 1 vol; Ribadeneyra 2 vol; Polanco, 2 vol.
5. Commentarii de Istituto Societatis Iesu (Istruzioni di J. Nadal sulle Costituzioni) 2 volumi.

### Sull'educazione dei gesuiti
Monumenta pedagogica Societatis Iesu:1540/1616 (Ratio Studiorum e annessi documenti preparatori): 7 volumi.

### Monumenta, secondo il paese
1. Monumenta anticae Hungariae:1550-1600 (Ungheria): 4 volumi.
2. Catalogi Provinciae Austriae:1551-1600 (Austria): 2 volumi.
3. Monumenta Angliae:1541-1662 (Inghilterra): 3 volumi.
4. Monumenta Peruana:1565-1604 (Peru): 8 volumi.
5. Monumenta mexicanae:1570-1605 (Messico): 8 volumi.
6. Monumenta Brasiliae:1538-1565 (Brasile): 5 volumi.
7. Monumenta Novae Franciae:1602-1661 (Canada francese): 9 volumi.
8. Documenta indica:1540-1597 (India): 18 volumi.
9. Monumenta Historiae Japoniae:1547-1562 (Giappone):3 volumi.
10. Documenta Malucensia:1542-1682 (Isole Molucche): 3 volumi.
11. Monumenta Proximis Orientis:1523-1700 (Prossimo-Oriente): 5 volumi.
12. Monumenta Sinica:1546-1562 (Cina): 1 volume.

| Controllo di autorità | GND (DE) 7567176-1 |